# Kenton with Voices
| Recensione | Giudizio |
| ---------- | -------- |
| AllMusic   |          |

Kenton with Voices è un album a nome Stan Kenton Introducing The Modern Men and Featuring Ann Richards, pubblicato dalla casa discografica Capitol Records nel luglio del 1957.

## Tracce

### LP
Lato A
1. Dancing in the Dark – 2:04 (testo: Howard Dietz – musica: Arthur Schwartz) – Registrato il 4 marzo 1957 al "Capitol Tower Studios" di Hollywood, California
2. Sophisticated Lady – 1:56 (testo: Mitchell Parish, Irving Mills – musica: Duke Ellington) – Registrato il 4 marzo 1957 al "Capitol Tower Studios" di Hollywood, California
3. Softly – 3:01 (testo: Joe Greene – musica: Eddie Beal) – Registrato il 22 febbraio 1957 al "Capitol Tower Studios" di Hollywood, California
4. Eager Beaver – 3:30 (musica: Stan Kenton) – Registrato il 22 febbraio 1957 al "Capitol Tower Studios" di Hollywood, California
5. Women Usually Do – 2:43 (Joe Greene) – Registrato il 5 febbraio 1957 al "Capitol Tower Studios" di Hollywood, California
6. After You – 3:20 (Seger Ellis) – Registrato il 17 gennaio 1957 al "Capitol Tower Studios" di Hollywood, California

Lato B
1. Temptation – 2:30 (testo: Arthur Freed – musica: Nacio Herb Brown) – Registrato il 22 febbraio 1957 al "Capitol Tower Studios" di Hollywood, California
2. Walk Softly – 2:52 (testo: Blanca Webb – musica: Johnny Richards) – Registrato il 17 gennaio 1957 al "Capitol Tower Studios" di Hollywood, California
3. Opus in Chartreuse – 3:00 (Gene Roland) – Registrato il 5 febbraio 1957 al "Capitol Tower Studios" di Hollywood, California
4. All About Ronnie – 3:04 (Joe Greene) – Registrato il 17 gennaio 1957 al "Capitol Tower Studios" di Hollywood, California
5. Interlude – 2:37 (Pete Rugolo) – Registrato il 5 febbraio 1957 al "Capitol Tower Studios" di Hollywood, California
6. Lullaby of the Leaves – 2:02 (testo: Joe Young – musica: Bernice Petkere) – Registrato il 4 marzo 1957 al "Capitol Tower Studios" di Hollywood, California

## Musicisti
Dancing in the Dark / Sophisticated Lady / Lullaby of the Leaves
- Stan Kenton – pianoforte, arrangiamenti
- Bill Holman – arrangiamenti (brano: "Dancing in the Dark")
- Bill Russo – arrangiamenti (brano: "Sophisticated Lady")
- "The Modern Men" (Al Oliveri, Bob Smart, Paul Salamunovich, Tony Katics) – cori
- Bob Fitzpatrick – trombone
- Kent Larsen – trombone
- John Halliburton – trombone
- Jim Amlotte – trombone
- Karl De Karske – trombone basso
- Lennie Niehaus – sassofono alto
- Charlie Mariano – sassofono alto
- Bill Perkins – sassofono tenore
- Richie Kamuca – sassofono tenore
- Pepper Adams – sassofono baritono
- Ralph Blaze – chitarra
- Red Mitchell – contrabbasso
- Mel Lewis – batteria
- Ramon Rivera – bongos

Softly / Eager Beaver / Temptation
- Stan Kenton – pianoforte, arrangiamenti
- "The Modern Men" (Al Oliveri, Bob Smart, Paul Salamunovich, Tony Katics) – cori
- Ann Richards – voce (brano: "Softly")
- Bob Fitzpatrick – trombone
- Kent Larsen – trombone
- John Halliburton – trombone
- Jim Amlotte – trombone
- George Roberts – trombone basso
- Lennie Niehaus – sassofono alto
- Charlie Mariano – sassofono alto
- Bill Perkins – sassofono tenore
- Richie Kamuca – sassofono tenore
- Pepper Adams – sassofono baritono
- Ralph Blaze – chitarra
- Red Mitchell – contrabbasso
- Mel Lewis – batteria
- Jack Costanzo – bongos

Women Usually Do / Opus in Chartreuse / Interlude
- Stan Kenton – pianoforte, arrangiamenti
- Gene Roland – arrangiamenti (brano: "Opus in Chartreuse")
- Pete Rugolo – arrangiamenti (brano: "Interlude")
- Ann Richards – voce (brani: "Women Usually Do" e "Opus in Chartreuse")
- "The Modern Men" (Al Oliveri, Bob Smart, Paul Salamunovich, Tony Katics) – cori
- Bob Fitzpatrick – trombone
- Kent Larsen – trombone
- John Halliburton – trombone
- Jim Amlotte – trombone
- Karl De Karske – trombone basso
- Bill Perkins – sassofono tenore
- Ralph Blaze – chitarra
- Red Mitchell – contrabbasso
- Shelly Manne – batteria

After You / All About Ronnie / Walk Softly
- Stan Kenton – pianoforte, arrangiamenti
- "The Modern Men" (Al Oliveri, Bob Smart, Paul Salamunovich, Tony Katics) – cori
- Ed Leddy – tromba (eccetto brano: "After You")
- Bob Fitzpatrick – trombone (eccetto brano: "After You")
- Kent Larsen – trombone (eccetto brano: "After You")
- John Halliburton – trombone (eccetto brano: "After You")
- Jim Amlotte – trombone (eccetto brano: "After You")
- George Roberts – trombone basso (eccetto brano: "After You")
- Lennie Niehaus – sassofono alto
- Charlie Mariano – sassofono alto
- Bill Perkins – sassofono tenore
- Richie Kamuca – sassofono tenore
- Pepper Adams – sassofono baritono
- Ralph Blaze – chitarra
- Don Bagley – contrabbasso
- Mel Lewis – batteria [3]